# Uprchlík do města
Uprchlík do města (též městský uprchlík; překlad z anglického urban refugee) je uprchlík, který se rozhodl nebo byl povinen usadit se v městské oblasti spíše než v uprchlickém táboře v zemi nebo na území, kam dotyčný uprchl. Více než 60 % světové populace uprchlíků a 80 % vnitřně vysídlených osob pod mandátem Úřadu Vysokého komisaře OSN pro uprchlíky (zkratka: UNHCR) žije v městském prostředí. V roce 2009 se jejich počet pohyboval kolem 5,5 milionu lidí. „Městský uprchlík“ není v Úmluvě o právním postavení uprchlíků z roku 1951 uznaným právním termínem. UNHCR však v roce 2009 přijal „Politiku ochrany uprchlíků a řešení v městských oblastech“.
Městští uprchlíci patří mezi nejzranitelnější skupiny v zemích s nízkými příjmy. Podle UNHCR je městská uprchlická populace na celém světě velmi různorodá a zahrnuje velké množství žen, dětí a starších lidí, kteří mají zvláštní problémy s ochranou. Populace městských uprchlíků čelí specifickým potřebám ochrany souvisejícím s městským prostředím: mohou mít nedostatek přístupu ke službám, zdraví, vzdělání a jsou často konfrontováni s xenofobními postoji v zemi svého azylu.
Převážná většina uprchlíků žijících v městských oblastech se nachází v nejchudších a konflikty více postižených oblastech světa. Afrika a Asie koncentrují nejvyšší počet městských uprchlíků. Některé válkou zasažené země hostí obrovské množství jak městských vnitřně vysídlených lidí, tak uprchlíků v hlavních městech (jako je Kampala nebo Chartúm). Lidé vysídlení z měst také žijí v hlavních městech své země původu: po vleklém exilu se mnoho navrátilců po návratu raději usadí jako vnitřně vysídlené osoby ve městech a obcích své vlastní země.
Přibližně od roku 2017 UNHCR upřednostňuje při přesídlení městské uprchlíky před uprchlíky žijícími v uprchlických táborech. Například v Keni jsou na místa přesídlení předkládáni pouze uprchlíci žijící v Nairobi, a nikoli uprchlíci žijící v uprchlických táborech Kakuma nebo Dadaab. Keňská národní uprchlická politika však vyžaduje, aby všichni uprchlíci žili v táborech, ačkoli tento požadavek není přísně vymáhán.

## Důvody pro život ve městech
Důvodem pro život v městském prostředí spíše než v uprchlických táborech mohou být specifické potřeby lékařské péče, kterou nelze zajistit v táborech, špatné a nejisté podmínky v táborech nebo vyšší než průměrné vzdělávací výsledky a aspirace, protože tábory mnoho neposkytují. možnosti vysokoškolského vzdělávání. V některých táborech je nedostatečné fyzické a materiální zabezpečení. Zejména určité skupiny uprchlíků, jako jsou intersexualitnía a LGBT uprchlíci a ženy s vysokým rizikem genderově podmíněného násilí, nemohou být v táborech dostatečně chráněny před ostatními uprchlíky.Nebo to může být prostě fakt, že stát nebo území, kam uprchlíci uprchli, neprovozuje uprchlické tábory (např. Sýrie nebo Egypt). Někteří uprchlíci opouštějí tábory při hledání lepších ekonomických příležitostí v městských centrech a ve snaze vyhnout se závislosti na přídělech pomoci. Někteří se dokonce pohybují tam a zpět mezi městskými centry a uprchlickými tábory, aby získali to nejlepší z obou.